# Kings of the World
Pour plus de détails, voir Fiche technique et Distribution.
Kings of the World est un film documentaire français, réalisé par Valérie Mitteaux, Anna Pitoun et Rémi Rozié. Produit par Zagarianka Productions, il est sorti au cinéma le 13 juin 2007.  

## Synopsis
Road-movie à travers une partie du grand Ouest américain (Arizona, Californie, Nevada, Utah), Kings of the World interroge des habitants des Etats-Unis, rencontrés pour la plupart au hasard des routes, sur ce qu’ils pensent du fait que leur modèle de société s’exporte à travers le monde. Le film a été tourné en octobre et novembre 2004, pendant la campagne et les élections présidentielles opposant George W. Bush à John Kerry.   

## Fiche technique
- Réalisation, image, montage : Valérie Mitteaux, Anna Pitoun et Rémi Rozié
- Production : Zagarianka Productions
- Producteurs : Philippe Cosson, Laurent Truchot
- Distribution France : Pierre Grise Distribution
- Durée : 113 minutes
- Date de sortie : 13 juin 2007

## Accueil critique
L’accueil critique est assez positif et souligne la volonté des réalisateurs de donner à voir une réalité plus complexe et moins manichéenne qu’il n’y paraît au premier abord. Pour Eric Loret de Libération, si le titre est « un peu pétard (on a l’air d'accuser les Américains d'avoir chopé le melon), le film lui-même vaut mieux que cela. (…) Des « terroristes tautologiques » , nos enquêteurs en rencontrent un paquet. Mais ceux-ci font preuve de plus de subtilité que Michael Moore, laissant les discours se développer, se faire humains, même quand ils sont courtauds ». Et de conclure « Le visionnage de Kings of the world devient urgent dans nos parages ». Même chose pour Isabelle Danel dans Première : « Portrait d'une Amérique vue par trois jeunes réalisateurs français nourris au lait de la bannière étoilée, de son cinéma et de ses possibles (...) Le constat n'est pas univoque, il est aussi large et contradictoire que le pays lui-même ». Ce que conteste cependant Amélie Dubois des Inrockuptibles : « Les rencontres ont beau s’opérer selon un mouvement aléatoire, le semblant d’hétérogénéité qui en découle ne peut suffire à donner de l’épaisseur à la réalité perçue. Encore faut-il créer une véritable dynamique réflexive. Les vrais débats manquent cruellement, or dans un projet documentaire aussi confus, la réalité filmée est peu apte à parler toute seule ».
A l’inverse Pascal Mérigeau souligne « Entre, d'une part, assurance hautaine et indifférence au monde, et d'autre part, réflexion sur une société qui fabrique à grande échelle les laissés-pour-compte, le film Kings of the World, de Valérie Mitteaux, d'Anna Pitoun et de Rémi Rozié trace sa route à travers les espaces infinis, s'arrêtant et enregistrant là où les caméras de télévision ne se posent jamais, sans autre volonté que donner à entendre. C'est passionnant ! » . Quant à Jean-Luc Doin du journal Le Monde , il remarque que « Ce road movie met en pratique la formule du philosophe français Jean Baudrillard : « Faites dix mille miles à travers l'Amérique et vous en saurez plus long sur ce pays que tous les instituts de sociologie ou de sciences politiques réunis » .